# Bernhard Heisig

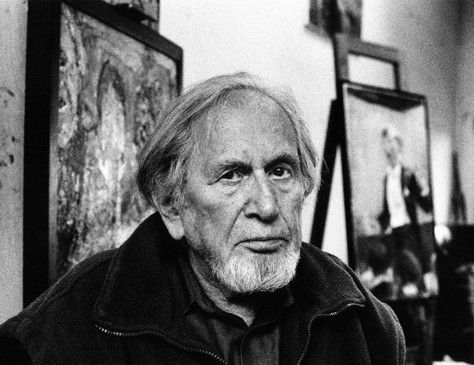
Bernhard Heisig, Fotografie von Elisabeth Heinemann

Bernhard Heisig (* 31. März 1925 in Breslau, Schlesien; † 10. Juni 2011 in Strodehne, Brandenburg) war ein deutscher Maler. Er wird (mit Hans Mayer-Foreyt, Werner Tübke und Wolfgang Mattheuer) zur Leipziger Schule gezählt und gilt als einer der wichtigsten Repräsentanten der Kunst in der DDR. Seine Malerei geht in ihrer Abstraktion über einen Sozialistischen Realismus hinaus, auch wenn einzelne Werke bzw. Schaffensphasen, in denen beispielsweise Historienbilder (Pariser Kommune), ein Dimitrow- und ein Lenin-Porträt entstanden, einschränkend dagegen sprechen.

## Leben
Bernhard Heisig war Sohn des Breslauer Malers Walter Heisig (1882–1941), bei dem er auch seine erste Ausbildung erhielt. Von 1941 bis 1942 besuchte er die Kunstgewerbeschule in Breslau. Von 1942 bis 1945 nahm er als Kriegsfreiwilliger in der 12. SS-Panzer-Division „Hitlerjugend“ am Zweiten Weltkrieg teil, wurde wiederholt z. T. schwer verwundet, nahm an der Ardennenoffensive und den Kämpfen um die „Festung“ Breslau teil, geriet in sowjetische Kriegsgefangenschaft und wurde 1945 als Invalide nach Breslau entlassen.
Seine traumatischen Erlebnisse im Krieg thematisierte er später immer wieder in seinen Bildern. 1947 wurde er aus seiner Heimatstadt Breslau vertrieben. Er siedelte sich in Zeitz an und trat dort in die SED ein. Von 1948 studierte er in Leipzig, zunächst an der Fachhochschule für angewandte Kunst, dann ab 1949 an der Akademie für graphische Kunst und Buchgewerbe, bevor er 1951 das Studium abbrach.
1951 heiratete er Brunhilde Eisler, mit der er zwei Söhne hatte. Die Ehe wurde 1956 geschieden. Seine Söhne Johannes Heisig und Walter Eisler sind ebenfalls Maler und Grafiker. Von 1951 bis 1954 arbeitete Heisig freiberuflich in Leipzig, mit Schwerpunkt auf Zeichnungen und Lithographien zur 1848er Revolution und der Pariser Kommune sowie auf Buchillustrationen für Werke von Ludwig Renn, Johannes R. Becher, Erich Maria Remarque und weiteren Autoren.
1954 wurde Heisig als Dozent an die Hochschule für Grafik und Buchkunst Leipzig berufen, wo er 1961 zum Professor ernannt und als Rektor gewählt wurde. Von 1956 bis 1959 war er außerdem Vorsitzender des Verbandes Bildender Künstler (VBK) im Bezirk Leipzig. Nach seiner Kritik auf dem V. Kongress des VBK 1964 an der Kulturpolitik von SED und DDR-Regierung und den Ergebnissen des sogenannten „Bitterfelder Weges“ wurde er als Rektor abgesetzt, blieb aber als Dozent und Leiter der Abteilung Graphik und Malerei an der Hochschule.
Im Jahre 1961 lernte er Gudrun Brüne kennen, die bei ihm Malerei studierte und später seine zweite Ehefrau wurde.
1968 kündigte Heisig seine Dozententätigkeit auf Grund des zunehmenden Dogmatismus an der Kunsthochschule und arbeitete von da an wieder freiberuflich. Er malte vor allem große, historisch-politische und gesellschaftliche Panoramen in der Tradition von Max Beckmann und Oskar Kokoschka. 1971 wurde er unter Erich Honecker rehabilitiert. Ein Jahr später wurde Bernhard Heisig erneut Vorsitzender des Verbandes Bildender Künstler (VBK) im Bezirk Leipzig, 1974 dann Vizepräsident des Verbandes Bildender Künstler der DDR und war in dieser Funktion von 1978 bis 1988 gleichzeitig 1. Stellvertreter des Präsidenten des VDK. Von 1978 bis 1984 war er außerdem Mitglied der SED-Bezirksleitung Leipzig. 1974 bekam er von der SED den Auftrag für ein Wandbild („Gestern und in unserer Zeit“) für das Gebäude der Leipziger Bezirksleitung der SED, das er im Jahre 2005 kurz vor Beginn der Leipziger Retrospektive (Die Wut der Bilder) teilweise übermalte.
Er kehrte 1976 wieder an die Leipziger Hochschule zurück, deren Rektor er auch wieder wurde. Nach der Übergabe dieser Funktion 1987 an seinen Schüler und Nachfolger Arno Rink ging er weiterhin seinen Lehrverpflichtungen nach. Der Maler Neo Rauch war von 1986 bis 1990 Meisterschüler und von 1993 bis 1998 Assistent von Bernhard Heisig.
1986 ließ sich Helmut Schmidt für die Galerie mit den Porträts der ehemaligen Bundeskanzler im Bundeskanzleramt in Bonn von Bernhard Heisig porträtieren. 1989 gab Heisig die ihm 1972 und 1978 verliehenen Nationalpreise der DDR aus Protest gegen die Politik der DDR-Führung zurück und trat im Dezember 1989 aus der SED aus.
Obwohl 1998 Heisig seine Angehörigkeit zur Waffen-SS und seine staatstragende Rolle in der DDR vorgeworfen wurden, schloss ihn der Kulturbeirat des Deutschen Bundestages nicht von der Beteiligung an der Ausgestaltung des neuen Parlamentssitzes in Berlin aus.
Nach dem Bau eines Atelierhauses lebten und arbeiteten Bernhard Heisig und Gudrun Brüne seit 1992 in Strodehne (später Gemeinde Havelaue) im Landkreis Havelland in Brandenburg.
Heisig war dafür bekannt, seine Bilder immer wieder überarbeitet und verändert zu haben.
Er starb am 10. Juni 2011, nachdem er im März 2011 zwei Schlaganfälle erlitten hatte.

## Ausstellungen (Auswahl)
zu seinen Lebzeiten
- 1966: Leipzig, Erfurt und Würzburg
- 1973/1974: umfassende Werksausstellungen in Berlin, Leipzig und Dresden
- 1977: Teilnahme an der Documenta 6 in Kassel
- 1989/1990: umfassende Retrospektive in West-Berlin, Bonn und München
- 2005: Werkschau in Leipzig, Düsseldorf und Berlin unter dem Titel „Bernhard Heisig – Die Wut der Bilder“
- 2006: Große Ausstellung in der Galerie Noah in Augsburg

postum
- Dezember 2018 bis Februar 2019: das Museum der bildenden Künste in Leipzig präsentiert seine Sammlung von 24 Gemälden und über 30 Zeichnungen Bernhard Heisigs zusammen mit Leihgaben[6]
- 24. Mai bis 14. September 2025: das Kunstforum Ostdeutsche Galerie in Regensburg zeigt eine repräsentative Retrospektive mit großformatigen Gemälden aus den 1960er bis 1980er Jahren sowie dem druckgrafischen Hauptwerk aus dem eigenen Bestand und Leihgaben[7]

## Werke
- 1969: o. T., Sgraffito im Gästehaus des Ministerrates der DDR, Leipzig[8]
- 1983: Preußisches Stillleben
- 1983: Das Denkmal über der Stadt, Kunstsammlung Deutsche Bundesbank Frankfurt am Main
- 1984: Die Verspottung der Unvernünftigen[9]
- 1986: Porträt von Helmut Schmidt
- 1998: Beteiligung an der Ausgestaltung des Bundestagsgebäudes

Buchillustrationen
- Johann Jacob Christoffel von Grimmelshausen: Courasche. Trutz Simplex oder ausführliche und wunderseltsame Lebensbeschreibung der Erzbetrügerin und Landstörtzerin Courasche. Mit 32 Zeichnungen von Bernhard Heisig. Verlag Philipp Reclam jun., Leipzig 1969.
- Der Zug war pünktlich von Heinrich Böll, mit 7 Originallithographien. Verlag Faber & Faber, 1998.
- Ludwig Renn: Krieg; mit 24 Lithografien; Verlag Philipp Reclam jun., Leipzig 1979.
- Goethe: Faust. Erster Band (Faust I) mit 44 Zeichnungen. Verlag Philipp Reclam jun., Leipzig 1982.
- Heinrich Mann: Der Untertan. Roman. Mit einem Nachwort von Wilfried F. Schöller. Zeichnungen von Bernhard Heisig. Büchergilde Gutenberg, Frankfurt a. M. / Wien 1992.
- Faust Teil I und II von Johann Wolfgang von Goethe mit 50 Illustrationen. Verlag Faber & Faber, 2002.

## Film
- 1981: Leipzig/Harfenacker. Bernhard Heisig. Eine Produktion des Saarländischen Rundfunks/Fernsehen (45 Minuten). Buch und Regie: Klaus Peter Dencker
- „Ende der großen Belehrung“, Regie: Jens Arndt, 60 min. Filmporträt über die Vater-Sohn-Beziehung zwischen Bernhard und Johannes Heisig, arte/ZDF 2000
- Bernhard Heisig, Regie: Reiner E. Moritz, Dokumentation 53 Min., Arthaus Musik GmbH 2009 (1991), ISBN 978-3-941311-82-4

## Öffentliche Sammlungen (Auswahl)
- Kunstmuseum Ahrenshoop
- Kunstsammlung Deutsche Bundesbank, Frankfurt am Main
- Museum der bildenden Künste Leipzig
- Kunstmuseum Walter
- Landesmuseum Mainz
- Lindenau-Museum, Altenburg

## Auszeichnungen und Ehrungen
- 1965: Preis des Illustrationen-Wettbewerbs der Internationalen Buchkunst-Ausstellung in Leipzig (iba) für seine Illustration zu Bertolt Brechts Mutter Courage; Goldmedaille der iba für die Lithographie-Folge Der faschistische Alptraum
- 1970: Kunstpreis der Stadt Leipzig
- 1972: Nationalpreis der DDR 2. Klasse (1989 zurückgegeben)
- 1974: Theodor-Körner-Preis
- 1975: Johannes-R.-Becher-Medaille in Gold[10]
- 1978: Nationalpreis der DDR 1. Klasse (1989 zurückgegeben)
- 1983: Hans-Grundig-Medaille
- 1985: Ehrenspange zum Vaterländischen Verdienstorden in Gold
- 1987: Ehrendoktor der Universität Leipzig[11]
- 2004: Ehrenmedaille der Stadt Leipzig
- 2010: Brandenburgischer Kunstpreis (Ehrenpreis des Ministerpräsidenten des Landes Brandenburg)[12]